# القانون الإسرائيلي في مستوطنات الضفة الغربية

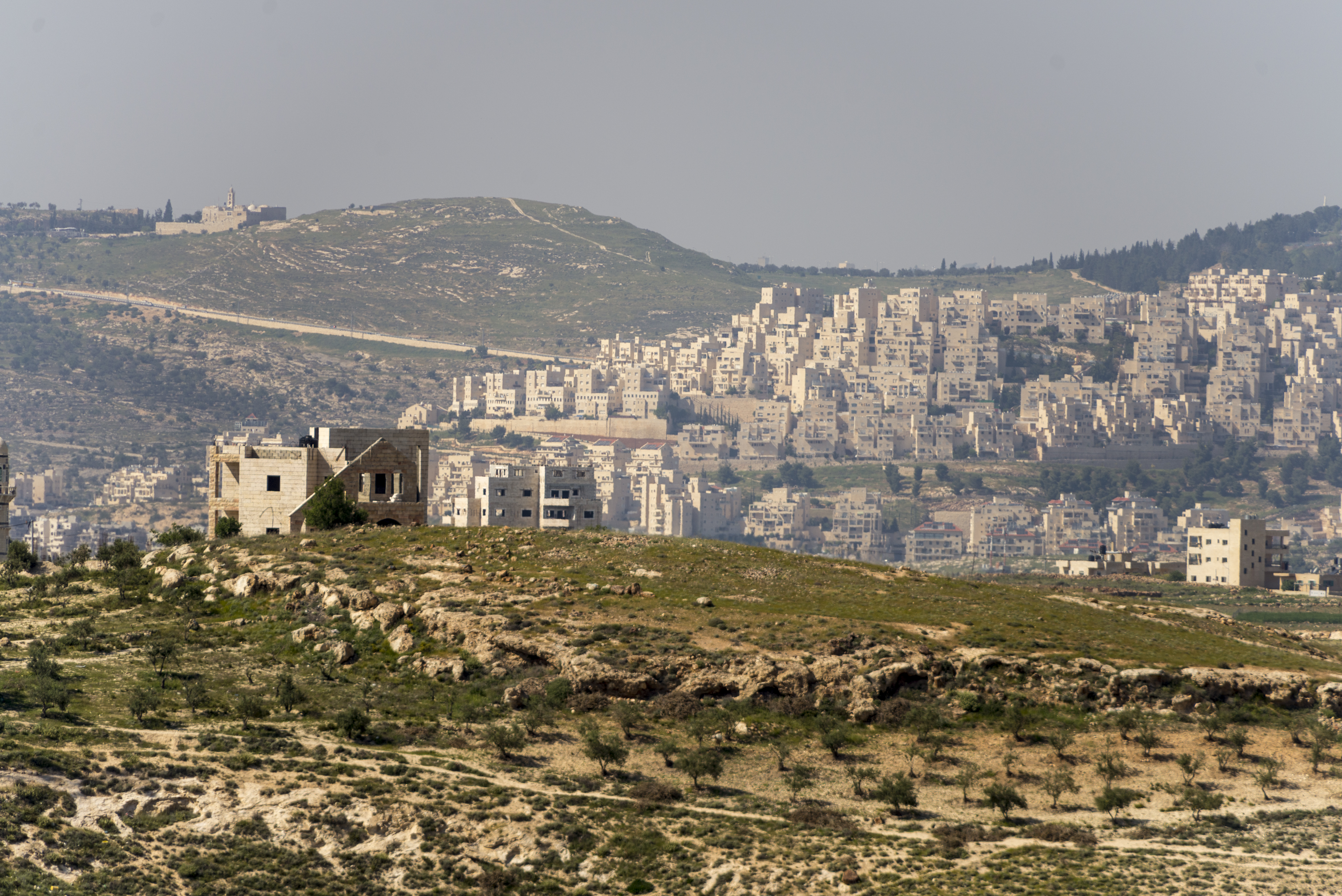
مستوطنة إسرائيلية في الضفة الغربية.

يشير القانون الإسرائيلي في مستوطنات الضفة الغربية  إلى تطبيق القانون الإسرائيلي على المستوطنات الإسرائيلية والمدنيين الإسرائيليين في المنطقة ج من الضفة الغربية، وهي أرض خاضعة للاحتلال العسكري الإسرائيلي وبالتالي تخضع للقانون العسكري. يتم تطبيق بعض الأحكام على أساس شخصي، بحيث تنطبق على المقيمين كإسرائيليين بدلاً من قانون تلك الأرض، وقد أدى تطبيق القوانين إلى إنشاء «جيوب» من القانون الإسرائيلي في الضفة الغربية التي تحتلها إسرائيل،  ويستخدم مصطلح «قانون الجيب» أو «العدالة القائمة على الجيب» لوصف النظام القانوني الناتج. 
وبالتوازي تُطبق أجزاء أخرى من القانون الإسرائيلي، بما في ذلك القانون الجنائي الإسرائيلي خارج أراضيها على أساس شخصي للإسرائيليين في الضفة الغربية.
يناير 2018، يتم النظر بنشاط في جميع القوانين المقترحة في الكنيست مقابل تطبيقها على المستوطنات.

## التنفيذ الفعلي
يتم تنفيذ الجوانب الإقليمية «لقانون الجيب» من خلال طريقة تسمى "pipelining". وبموجب هذه الطريقة، تطبق الأوامر العسكرية الإسرائيلية - التي تشكل القوانين الأساسية في الضفة الغربية - القوانين الإسرائيلية التي من اختصاصات المجالس المحلية للمستوطنات الإسرائيلية. تستخدم هذه الطريقة لإعطاء الوزارات الإسرائيلية، مثل وزارة التربية الإسرائيلية ووزارة الصحة الإسرائيلية، السلطة القضائية على المرافق العامة مثل المدارس والمستشفيات في تلك المناطق.

## نظام قانوني مزدوج
من خلال هذا النظام، يخضع المستوطنون الإسرائيليون لأجزاء كبيرة من القانون الإسرائيلي، بينما يخضع الفلسطينيون لمزيج من القانون العسكري الإسرائيلي وبعض القوانين المحلية المستندة إلى القانون الأردني. في عام 1989، وصف إيال بنفنستي كيف أنه «من خلال التشريعات العسكرية الواسعة، وتطبيق التشريعات الإسرائيلية الخارجية وأحكام المحاكم الإسرائيلية»، لم تعد الحدود بين إسرائيل والضفة الغربية ذات صلة بـ «جميع الأغراض القانونية التي تعكس مصالح إسرائيل»، ولكن الشيء نفسه لم يكن صحيحا بالنسبة للسكان الفلسطينيين، وخاصة فيما يتعلق بالحقوق المدنية.  
غالبًا ما تكون القوانين الإسرائيلية السارية على المواطنين الإسرائيليين الذين يعيشون في الضفة الغربية إدارية في طبيعتها، وتشمل الضرائب والإشراف على المنتجات والتأمين الوطني والتعليم  والرعاية الاجتماعية والصحة والعمل والحالة الشخصية،  ولكن تستبعد القوانين المتعلقة مباشرة إلى الإقليم نفسه مثل قوانين الأراضي والتخطيط. قضت المحكمة العليا في إسرائيل بأن قوانين العمل المطبقة بهذه الطريقة تنطبق أيضاً على العمال الفلسطينيين في المستوطنات الإسرائيلية بسبب معيار «الارتباطات المهمة» ومبدأ المساواة داخل المستوطنات.

## التطورات الأخيرة
في نوفمبر 2014، وافق مجلس الوزراء على مشروع قانون يلزم جميع القوانين الإسرائيلية الجديدة الأخذ في الاعتبار المستوطنات الإسرائيلية، لكن النائب العام يهودا وينشتاين عارض ذلك  في مايو 2016 تم إعادة إطلاق المبادرة من قبل أيليت شكد.
في ديسمبر 2017 ، صوّت أكثر من 1000 عضو مركزي في الليكود بالإجماع على «البناء الحر وتطبيق القانون والسيادة الإسرائيليين في جميع مناطق الاستيطان المحررة في يهودا والسامرة».
في يناير 2018، وافقت لجنة بيت الكنيست على تكليف مستشارين قانونيين بمناقشة كل التطبيقات جديدة لمشروع قانون الكنيست على مستوطنات الضفة الغربية خلال العملية التشريعية. وتبع ذلك بعد بضعة أسابيع أول مداولات في الكنيست حول تطبيق القوانين المقترحة على مستوطنات الضفة الغربية.

## مصطلح «قانون الجيب»
صاغ امنون روبنشتاين وهو باحث إسرائيلي في القانون الدستوري عام 1988 مصطلح «قانون الجيب» (Enclave Law)، أشار روبنشتاين فيما يتعلق بالنظام القانوني للضفة الغربية: 
 ما كان يُنظر إليه في السابق على أنه «ضمانة» بموجب قواعد القانون الدولي - وهذا هو بمثابة ثقة - فقد أصبحوا «هجينًا قانونيًا» وأدرجوا بشكل تدريجي عمليًا في مجال حكم إسرائيل. 
 في تقرير صدر عام 2009 من تأليف فرجينيا تيلي، كتب مجلس أبحاث العلوم الإنسانية في جنوب أفريقيا أن «نتيجة تطبيق التشريعات الإسرائيلية خارج الحدود الإقليمية على أساس شخصي، بالإضافة إلى قانون الجيب كما هو موضح أعلاه، أن المستوطن يعيش في إطار العمل بقانون الضفة الغربية لكن بطريقة جزئية». ثم نقل التقرير عن عمل روبنشتاين عام 1986 من اللغة العبرية: 
 من المفترض أن يكون أحد سكان معاليه أدوميم، على سبيل المثال، خاضعاً للحكومة العسكرية والقانون الأردني المحلي، ولكنه في الواقع يعيش وفقاً لقوانين إسرائيل فيما يتعلق بقانون الأحوال الشخصية وفيما يتعلق بالبلدية المحلية. حيث يعيش. إن الحكومة العسكرية ليست سوى رمز، يعمل من خلاله القانون الإسرائيلي والحكم. 

## لمزيد من الاطلاع
- ACRI (2014)، One Rule, Two Legal Systems: Israel's Regime of Laws in the West Bank (PDF)، مؤرشف من الأصل (PDF) في 2018-10-15
- Benveniśtî، Eyāl (1990). Legal dualism: the absorption of the occupied territories into Israel. Westview Press. ISBN:978-0-8133-7983-8. مؤرشف من الأصل في 2020-03-19.
- Rubinstein، Amnon (1988). "The Changing Status of the Territories (West Bank and Gaza): From Escrow to Legal Mongrel". Tel Aviv U. Stud. L. ج. 8: 59. مؤرشف من الأصل في 2019-12-12.
- أمنون روبنشتاين، 1986، والتحول من 'الأراضي' - من البيدق الذي عقد في الاستئماني لالهجين القانوني (في العبرية، العنوان الأصلي: "מעמדם המשתנה של" השטחים ": מפיקדון מוחזק ליצור כלאיים משפטי")، Iyunei مشباط 11 [עיוני משפט יא]، الصفحات 439-456